# Estrogen

Estrogeni

Estrogenii sunt hormoni sexuali (alături de progesteron și testosteron) produși de organismul uman și prezenți la nivelul sângelui și al altor țesuturi care sunt implicați în reglarea unor procese fiziologice, având un rol principal în declanșarea și menținerea ciclului menstrual la sexul feminin  și în dezvoltarea caracteristicilor sexuale secundare feminine. Termenul hormoni estrogeni cuprinde în viziunea clasică, hormoni steroizi cu 18 atomi de carbon:
1. Estronă (E1) - principalul hormon estrogen al organismului feminin după menopauză
2. Estradiol (E2) - principalul hormon estrogen al organismului feminin înainte de menopauză, cu rol în desfășurarea ciclului menstrual
3. Estriol (E3) - principalul hormon estrogen în timpul sarcinii

în prezent este frecvent inclus sub același termen și hormonul estetrol (E4) produs de ficat în perioada fetală, al cărui rol este încă neclar.

## General
În cazul persoanelor de sex feminin înainte de instalarea menopauzei ovarul este organul care produce cea mai mare parte a estrogenului circulant (în principal estrogen cu acțiune endocrină, cu țesuturi țintă aflate la distanță de locul secreției) însă estrogenul este de asemenea produs la nivelul testiculului (conversie din testosteron sub acțiunea enzimei aromatază) în cazul persoanelor de sex masculin, precum și la nivelul altor organe și țesuturi (cu acțiune în principal locală, paracrină și autocrină) în cazul ambelor sexe (ex: celulele țesutului adipos, osteoblaste și condrocite la nivelul oaselor, celulele endoteliale din pereții vaselor sangvine, celule musculare netede din structura peretelui arterei aorte, neuroni și unele celule gliale de la nivel cerebral).
Estrogenii aparțin categoriei de hormoni steroizi (alături de hormonii mineralocorticoizi, glucocorticoizi și de ceilalți hormoni sexuali), derivați ai moleculei de colesterol. Structura lor sterolică este cea care le permite trecerea liberă prin membranele celulare (pasiv, prin fenomenul de difuzie celulară) și interacțiunea cu receptori prezenți la nivelul citoplasmei sau al nucleului celular.
Chiar dacă în mod tradițional hormonii estrogeni sunt asociați cu funcția reproductivă feminină, ciclul menstrual și anumite caractere sexuale secundare (dezvoltarea glandelor mamare, distribuția țesutului adipos după tipar ginoid, etc.) în realitate aceștia au un rol important în cadrul funcției reproductive a ambelor sexe, precum și în reglarea altor funcții și procese fiziologice non-reproductive (ex: metabolismul lipidelor, imunitate, metabolismul osos, unele funcții cognitive, etc.). Ei sunt implicați în fiziopatologia unei game variate de afecțiuni, printre care se numără:
- apariția și evoluția unor forme de cancer mamar[9]
- dezvoltarea artrozelor (osteoartritelor)[10]
- protecția împotriva unor boli cardiace[11]
- neuroprotecția împotriva ischemiei la nivel cerebral[12]
- fenomenele autoimune[13]
- tulburări ale obiceiurilor alimentare și ale poftei de mâncare[14]
- schizofrenia[15]
- scleroza multiplă (SM)[16]

## Formarea hormonilor estrogeni
Biosinteza hormonilor estrogeni pornește de la nucleul steroid (ciclo-pentano-perihidro-fenantren) al moleculei de colesterol. Colesterolul liber prezent în interiorul celulei care poate fi supus procesului de steroidogeneză provine în principal din 3 posibile surse :
1. Colesterol din lipoproteine cu densitate mică (LDL, engleză: low-density lipoproteins) produse de ficat (având la bază colesterolul din alimentație) care sunt captate de celule prin endocitoză[18]
2. Colesterol din rezervele celulare (esterificate), mobilizat în principal prin acțiunea enzimei lipază hormon-sensibilă (HSL, engleză: hormone-sensitive lipase)
3. Colesterol produs de novo în celule din acetat, la nivelul reticulului endoplasmatic neted (această sursă are importanță biologică redusă la om)[19]

Colesterolul celular este transportat la nivelul mitocondriei (cu ajutorul unui mecanism enzimatic care cuprinde proteine din grupul StAR,respeciv StarD4) unde sub acțiunea proteinei P450scc (proteină asociată citocromului P450 cu rol în clivajul lanțului lateral al colesterolului, engleză: scc - side-chain of cholesterol clevage) are loc prima etapă ireversibilă din sinteza hormonilor estrogeni, scindarea moleculei de colesterol, cu obținerea pregnenolonei și a aldehidei isocaproice. Pregnenolona poate duce la sinteza hormonilor estrogeni prin mai multe căi metabolice, însă pe calea preferată în organismul uman aceasta este transformată în androstenolon (dehidroepiandrosteron - DHEA) sub acțiunea enzimei P450c17 (trecând prin compusul intermediar 17-hidroxi-pregnolonă, important în sinteza altor hormoni steroizi. Androstenolonul este convertit la androstendiol (sub acțiunea enzimelor 17β-hidroxisteroid-dehidrogenaze - 17β-HSD), care apoi este transformat direct în testosteron. Toate aceste etape au loc în principal la nivelul celulelor tecale de la nivelul ovarului. La nivelul celulelor granuloase de la nivelul ovarului testosteronul este transformat în estrogen, mai precis în estradiol (E2) sub acțiunea enzimei aromatază (P450aro).
Deoarece la nivelul celulelor tecale nu este prezentă aromataza, iar la nivelul celulelor granuloase nu sunt prezente 17β-hidroxisteroid-dehidrogenaze sinteza estradiolului necesită implicarea ambelor tipuri de celule funcționale ovariene.
Estrona (E1) se formează din estradiol (E2) sub acțiunea enzimelor 17β-hidroxisteroid-dehidrogenaze (17β-HSD) sau direct din androstendiol. La nivelul țesuturilor, hormonii estrogeni pot fi stocați sub formă de sulfat de estronă.
Estriolul (E3) este produs în timpul sarcinii de către placentă prin alte căi metabolice complexe, în principal din 16α-hidroxi-dehidroepiandrosteron sulfat (16α-OH-DHEAS).

## Reglarea secreției de estrogen
Principalul model de sistematizare a reglării secreției hormonilor estrogeni este cel al axei hipotalamo-hipofizo-ovariene.Secvențele acestor bucle de control (o buclă de feedback negativ la nivele scăzute de estradiol în sânge și o buclă de feedback pozitiv la nivele crescute de estradiol) sunt, în ordine:
1. În creier, la nivelul hipotalamuslui, o populație neuronală dispersată[21] din nucleul preoptic median și nucleul arcuat secretă de la nivelul axonilor hormonul eliberator al gonadotropinelor (GnRH, engleză: gonadotropin-releasing hormone) în sistemul port hipofizar.
2. În creier, la nivelul glandei hipofize (hipofiza anterioară) GnRH stimulează celulele gonadotrope care produc cei 2 hormoni gonadotropi: hormonul foliculostimulant (FSH) și respectiv hormonul luteinizant (LH), pe care îi eliberează în circulația sistemică[20].
3. În ovar, LH acționează la nivelul celulelor tecale (prin receptorul LHR, pe calea adenilat ciclazei) promovând sinteza și expresia receptorilor pentru lipoproteine cu densitate scăzută (LDL-R) și sinteza proteinei P450scc necesară în clivajul colesterolului.FSH acționează la nivelul celulelor granuloase (prin receptorul FSHR, tot pe calea adenilat ciclazei) promovând sinteza enzimei aromatază.[20]
4. Estradiolul (E2) circulant acționează atât la nivel hipotalamic (asupra secreției de GnRH) cât și direct asupra hipofizei anterioare[22] (asupra secreției de FSH și LH). Deoarece nu se evidențiază nivele semnificative ale receptorilor pentru estrogen (ER) la nivelul neuronilor eliberatori de GnRH s-a emis ipoteza că estrogenul acționează asupra unor alte populații neuronale adiacente (cum ar fi neuronii eliberatori de kisspeptină)[23] care apoi mediază acțiunea asupra neuronilor eliberatori de GnRH.

În concepția clasică se afirmă că la concentrații scăzute estradiolul afectează secreția GnRH printr-un mecansim de tip feedback negativ (= acumularea de estradiol inhibă propria sa sinteză), iar la concentrații crescute (la finalul fazei pre-ovulatorii) declanșează un mecanism de tip feedback pozitiv (= acumularea de estradiol stimulează propria sa sinteză). În prezent este larg acceptată ipoteza conform căreia în finalul fazei pre-ovulatorii estradiolul în concentrații mari determină o trecere a eliberării de GnRH de la un tipar pulsatil la unul continuu (engleză: ”pulsatile mode” / ”surge mode”). Există în prezent dezbatere academică referitoare la mecanismul exact al acestei acțiuni duale a estradiolului la oameni.

## Acțiunile hormonilor estrogeni în organismul uman

### I. Traseul hormonilor estrogeni
După secreția estradiolului (E2) în sânge, acesta este transportat aproape în totalitate (aproximativ 98%) în formă legată de proteinele plasmatice (aproximativ 60% din estradiol legat de albumină și 38% legat de proteina de legare a hormonilor sexuali [SHBP, engleză: sex hormone-binding protein] , anterior denumită proteină de legare a testosteronului). Doar un procent de aproximativ 2% din estradiol circulă liber în plasmă și, traversând liber membranele celulare în mod pasiv datorită structurii lipidice, acționează la nivelul celulelor.
Mecanismul de acțiune al estrogenului la nivel celular presupune legarea acestuia de receptorii pentru estrogen (ER, engleză: estrogen receptor) care sunt situați la nivelul nucleului celular. Există două subtipuri ale acestor receptori :
- ERα (codat de gena ESR1) exprimat predominant la nivelul uterului, glandelor mamare, ovarului (celulele tecale), osului, testiculului, epididimului, prostatei (la nivelul stromei), ficatului și țesutului adipos.[25]
- ERβ (codat de gena ESR2) exprimat predominant la nivelul vezicii, colonului, prostatei (la nivelul epiteliului), ovarului (celule granuloase), țesutului adipos și în unele componente ale sistemului imun.[25]

*La nivelul creierului și sistemului cardiovascular sunt exprimate ambele subtipuri.
Complexul estrogen-receptori de estrogen (E2-ER) este un factor nuclear de transcripție care interacționează cu elemente de răspuns la hormonii steroizi (SHRE, engleză: steroid hormones response elements) de la nivelul cromatinei stimulând transcripția accelerată a anumitor secvențe în vederea unei sinteze proteice specializate și promovând sinteza de ADN și diviziunea (mitotică) a celulelor responsive la estrogen (la nivelul uterului, glandei mamare, etc.)
Hormonii estrogeni aflați în circulație sunt metabolizați preponderent la nivel hepatic, proces constând în 2 faze funcționând în tandem :
- Faza 1 : reacții de hidroxilare catalizate de enzime ale citocromului P450 din care rezultă catecolestrogeni:
  - 2-hidroxiestradiol(2-OHE2)/2-hidroxiestronă(2-OHE1)
  - 4-hidroxiestradiol(4-OHE2)/4-hidroxiestronă(4-OHE1)
  - 16α-hidroxiestradiol(16α-OHE2)/16α-hidroxiestronă(16α-OHE1) - compus cu metabolic activ la nivelul receptorului de estrogen[27]
- Faza 2 : reacții în scopul solubilizării catecolestrogenilor pentru excreția digestivă (prin materii fecale) și renală (prin urină)
  - Glucurono-conjugare sub acțiunea enzimelor denumite uridin-difosfo-glucuronosiltrasnferaze (UGT)
  - Metilare sub acțiunea enzimelor denumite catecol-O-metiltransferaze (COMT) cu formarea unor compuși metoxilați, care la rândul lor pot fi apoi supuși reacțiilor de conjugare
  - Sulfatare sub acțiunea enzimelor sulfotransferaze (SULT) cu formarea sulfaților inactivi metabolic, care acționează și ca o formă de stocare a estrogenilor deoarece majoritatea țesuturile periferice care utilizează estrogenul pot desulfata acești compuși și recupera formele active.

Metaboliții hormonilor estrogeni sunt apoi eliminați la nivel renal sau la nivel digestiv (unde, în parcurgerea colonului, acțiunea unei enzime bacteriene numite beta-glucuronidază produsă de anumite elemente ale microbiomului local poate inversa hidroxilarea hepatică ducând la reabsorbția unei cantități de estrogen metabolic activ)

### II. Efectele estrogenilor asupra aparatului reproducător

#### Efecte asupra aparatului reproducător feminin
Asupra ovarului, estrogenul este activ asupra ciclului folicular fiind responsabil de declanșarea ovulației (concentrațiile crescute de estradiol sunt cele determină creșterea rapidă (peak-ul) a hormonului luteinizant (LH), determinant al ovulației.
Asupra uterului, acțiunea hormonilor estrogeni este sesizabilă încă din perioada fetală (în cazul unui fetus de sex feminin, la nivelul uterului fetal sunt prezente modificări sub forma acumulării de glicogen și a edemului stromal în jurul vârstei gestaționale de 32 de săptămâni sub acțiunea estrogenului secretat de placentă, aceste modificări regresând post partum odată cu întreruperea aprovizionării cu estrogeni materni). Odată cu apariția ciclului menstrual la pubertate, estrogenul (estradiolul) joacă un rol esențial în faza proliferativă, în care are loc proliferarea celulelor stromale bazele (zona basalis) în zona denudată a peretelui uterin și proliferarea celulelor epiteliale de la nivelul colului și al trompelor uterine cu îngroșarea peretelui uterin. Estrogenul stimulează la nivelul acestor țesuturi, spre exemplu, sinteza unor factori de creștere (IGF, TGF, EGF, etc.). La acest nivel, progesteronul acționează ca un antiestrogen la nivel epitelial (dar nu și la nivelul stromei).
1. 1 2  Thomas, Mark P.; Potter, Barry V. L. (septembrie 2013), „The structural biology of oestrogen metabolism”, The Journal of Steroid Biochemistry and Molecular Biology, 137, pp. 27–49, doi:10.1016/j.jsbmb.2012.12.014, ISSN 1879-1220, PMC 3866684 , PMID 23291110, accesat în 2 mai 2023
2. 1 2  Simpson, E. R. (septembrie 2003), „Sources of estrogen and their importance”, The Journal of Steroid Biochemistry and Molecular Biology, 86 (3-5), pp. 225–230, doi:10.1016/s0960-0760(03)00360-1, ISSN 0960-0760, PMID 14623515, accesat în 2 mai 2023
3. ↑  Hetemäki, Natalia; Mikkola, Tomi S.; Tikkanen, Matti J.; Wang, Feng; Hämäläinen, Esa; Turpeinen, Ursula; Haanpää, Mikko; Vihma, Veera; Savolainen-Peltonen, Hanna (1 mai 2021), „Adipose tissue estrogen production and metabolism in premenopausal women”, The Journal of Steroid Biochemistry and Molecular Biology (în engleză), 209, p. 105849, doi:10.1016/j.jsbmb.2021.105849, ISSN 0960-0760, accesat în 2 mai 2023
4. ↑  Sasano, H.; Uzuki, M.; Sawai, T.; Nagura, H.; Matsunaga, G.; Kashimoto, O.; Harada, N. (septembrie 1997), „Aromatase in human bone tissue”, Journal of Bone and Mineral Research: The Official Journal of the American Society for Bone and Mineral Research, 12 (9), pp. 1416–1423, doi:10.1359/jbmr.1997.12.9.1416, ISSN 0884-0431, PMID 9286757, accesat în 2 mai 2023
5. 1 2  Murakami, H.; Harada, N.; Sasano, H. (decembrie 2001), „Aromatase in atherosclerotic lesions of human aorta”, The Journal of Steroid Biochemistry and Molecular Biology, 79 (1-5), pp. 67–74, doi:10.1016/s0960-0760(01)00128-5, ISSN 0960-0760, PMID 11850209, accesat în 2 mai 2023
6. ↑  Azcoitia, Iñigo; Mendez, Pablo; Garcia-Segura, Luis M. (2021), „Aromatase in the Human Brain”, Androgens: Clinical Research and Therapeutics, 2 (1), pp. 189–202, doi:10.1089/andro.2021.0007, ISSN 2689-4653, PMC 8744447 , PMID 35024691, accesat în 2 mai 2023
7. ↑  Schulster, Michael; Bernie, Aaron M.; Ramasamy, Ranjith (2016), „The role of estradiol in male reproductive function”, Asian Journal of Andrology, 18 (3), pp. 435–440, doi:10.4103/1008-682X.173932, ISSN 1745-7262, PMC 4854098 , PMID 26908066, accesat în 2 mai 2023
8. ↑  Manolagasi, S. C.; Kousten, S. (1 iunie 2001). „Perspective: Nonreproductive Sites of Action of Reproductive Hormones” [Perspectivă : Ținte de acțiune non-reproductive ale hormonilor sexuali]. Endocrinology. 142 (6): 2200–2204.
9. ↑  Chang, Minsun (iulie 2011), „Dual roles of estrogen metabolism in mammary carcinogenesis”, BMB reports, 44 (7), pp. 423–434, doi:10.5483/BMBRep.2011.44.7.423, ISSN 1976-670X, PMID 21777512, accesat în 2 mai 2023
10. ↑  Linn, Sarah; Murtaugh, Bryan; Casey, Ellen (mai 2012), „Role of sex hormones in the development of osteoarthritis”, PM & R: the journal of injury, function, and rehabilitation, 4 (5 Suppl), pp. S169–173, doi:10.1016/j.pmrj.2012.01.013, ISSN 1934-1563, PMID 22632696, accesat în 2 mai 2023
11. ↑  Hu, Qingzhong; Yin, Lina; Hartmann, Rolf W. (23 august 2012), „Selective dual inhibitors of CYP19 and CYP11B2: targeting cardiovascular diseases hiding in the shadow of breast cancer”, Journal of Medicinal Chemistry, 55 (16), pp. 7080–7089, doi:10.1021/jm3004637, ISSN 1520-4804, PMID 22861193, accesat în 2 mai 2023
12. ↑  van der Spuy, Wendy J.; Pretorius, Etheresia (3 mai 2012), „Interrelation between inflammation, thrombosis, and neuroprotection in cerebral ischemia”, Reviews in the Neurosciences, 23 (3), pp. 269–278, doi:10.1515/revneuro-2012-0028, ISSN 0334-1763, PMID 22752784, accesat în 2 mai 2023
13. ↑  Lateef, Aisha; Petri, Michelle (mai 2012), „Hormone replacement and contraceptive therapy in autoimmune diseases”, Journal of Autoimmunity, 38 (2-3), pp. J170–176, doi:10.1016/j.jaut.2011.11.002, ISSN 1095-9157, PMID 22261500, accesat în 2 mai 2023
14. ↑  Hirschberg, Angelica Lindén (martie 2012), „Sex hormones, appetite and eating behaviour in women”, Maturitas, 71 (3), pp. 248–256, doi:10.1016/j.maturitas.2011.12.016, ISSN 1873-4111, PMID 22281161, accesat în 2 mai 2023
15. ↑  Kulkarni, Jayashri; Gavrilidis, Emmy; Worsley, Roisin; Hayes, Emily (1 iulie 2012), „Role of estrogen treatment in the management of schizophrenia”, CNS drugs, 26 (7), pp. 549–557, doi:10.2165/11630660-000000000-00000, ISSN 1179-1934, PMID 22626057, accesat în 2 mai 2023
16. ↑  Kipp, Markus; Amor, Sandra; Krauth, Raphael; Beyer, Cordian (ianuarie 2012), „Multiple sclerosis: neuroprotective alliance of estrogen-progesterone and gender”, Frontiers in Neuroendocrinology, 33 (1), pp. 1–16, doi:10.1016/j.yfrne.2012.01.001, ISSN 1095-6808, PMID 22289667, accesat în 2 mai 2023
17. 1 2 3  Miller, Walter L.; Auchus, Richard J. (februarie 2011), „The molecular biology, biochemistry, and physiology of human steroidogenesis and its disorders”, Endocrine Reviews, 32 (1), pp. 81–151, doi:10.1210/er.2010-0013, ISSN 1945-7189, PMC 3365799 , PMID 21051590, accesat în 3 mai 2023
18. ↑  Gwynne, J. T.; Strauss, J. F. (1982), „The role of lipoproteins in steroidogenesis and cholesterol metabolism in steroidogenic glands”, Endocrine Reviews, 3 (3), pp. 299–329, doi:10.1210/edrv-3-3-299, ISSN 0163-769X, PMID 6288367, accesat în 3 mai 2023
19. ↑  Mason, J. I.; Rainey, W. E. (ianuarie 1987), „Steroidogenesis in the human fetal adrenal: a role for cholesterol synthesized de novo”, The Journal of Clinical Endocrinology and Metabolism, 64 (1), pp. 140–147, doi:10.1210/jcem-64-1-140, ISSN 0021-972X, PMID 3023427, accesat în 3 mai 2023
20. 1 2 3 4 5 6 7 8 9 10  Walter F. Boron; Emile L. Boulpaep (2012). „Chapter 55: The Female Reproductive System” [Capitol 55: Sistemul reproducător feminin]. Medical Physiology. A Cellular and Molecular Approach [Fiziologia medicală. O abordare celulară și moleculară] (ed. 2). Elsevier. p. 1157.
21. ↑  Constantin, S. (iunie 2011), „Physiology of the gonadotrophin-releasing hormone (GnRH) neurone: studies from embryonic GnRH neurones”, Journal of Neuroendocrinology, 23 (6), pp. 542–553, doi:10.1111/j.1365-2826.2011.02130.x, ISSN 1365-2826, PMC 3101116 , PMID 21443528, accesat în 4 mai 2023
22. ↑  Shaw, N. D.; Histed, S. N.; Srouji, S. S.; Yang, J.; Lee, H.; Hall, J. E. (aprilie 2010), „Estrogen negative feedback on gonadotropin secretion: evidence for a direct pituitary effect in women”, The Journal of Clinical Endocrinology and Metabolism, 95 (4), pp. 1955–1961, doi:10.1210/jc.2009-2108, ISSN 1945-7197, PMC 2853991 , PMID 20133465, accesat în 4 mai 2023
23. 1 2  Moenter, Suzanne M.; Silveira, Marina A.; Wang, Luhong; Adams, Caroline (ianuarie 2020), „Central aspects of systemic oestradiol negative- and positive-feedback on the reproductive neuroendocrine system”, Journal of Neuroendocrinology, 32 (1), pp. e12724, doi:10.1111/jne.12724, ISSN 1365-2826, PMC 6829026 , PMID 31054210, accesat în 4 mai 2023
24. 1 2  Marques, Pedro; Skorupskaite, Karolina; Rozario, Kavitha S.; Anderson, Richard A.; George, Jyothis T. (2000),  Feingold, Kenneth R.; Anawalt, Bradley; Blackman, Marc R.; Boyce, Alison, ed., „Physiology of GnRH and Gonadotropin Secretion”, Endotext, MDText.com, Inc., PMID 25905297, accesat în 4 mai 2023
25. 1 2 3  Paterni, Ilaria; Granchi, Carlotta; Katzenellenbogen, John A.; Minutolo, Filippo (noiembrie 2014), „Estrogen receptors alpha (ERα) and beta (ERβ): subtype-selective ligands and clinical potential”, Steroids, 90, pp. 13–29, doi:10.1016/j.steroids.2014.06.012, ISSN 1878-5867, PMC 4192010 , PMID 24971815, accesat în 5 mai 2023
26. ↑  . academic.oup.com. doi:10.1093/oxfordjournals.jncimonographs.a024234 https://academic.oup.com/jncimono/article-lookup/doi/10.1093/oxfordjournals.jncimonographs.a024234. Accesat în 5 mai 2023. Lipsește sau este vid: |title= (ajutor)
27. ↑  Obi, Nadia; Vrieling, Alina; Heinz, Judith; Chang-Claude, Jenny (8 februarie 2011), „Estrogen metabolite ratio: Is the 2-hydroxyestrone to 16α-hydroxyestrone ratio predictive for breast cancer?”, International Journal of Women's Health, 3, pp. 37–51, doi:10.2147/IJWH.S7595, ISSN 1179-1411, PMC 3039007 , PMID 21339936, accesat în 5 mai 2023
28. ↑  Ervin, Samantha M.; Li, Hao; Lim, Lauren; Roberts, Lee R.; Liang, Xue; Mani, Sridhar; Redinbo, Matthew R. (6 decembrie 2019), „Gut microbial β-glucuronidases reactivate estrogens as components of the estrobolome that reactivate estrogens”, The Journal of Biological Chemistry, 294 (49), pp. 18586–18599, doi:10.1074/jbc.RA119.010950, ISSN 1083-351X, PMC 6901331 , PMID 31636122, accesat în 5 mai 2023